# Nordisk Tonefilm
Nordisk Tonefilm – szwedzka wytwórnia filmowa założona w 1930 roku jako spółka zależna duńskiej wytwórni Nordisk Film Kompagni. Najbardziej rozpoznawalną produkcją wytwórni był film Ona tańczyła jedno lato. Na początku 1941 roku przedsiębiorstwo starało się o pozwolenie na dystrybucję antysemickiego, nazistowskiego filmu Żyd Süss (szw. Jud Süß) w reżyserii Veita Harlana, lecz został on zakazany przez cenzurę.
W latach sześćdziesiątych finanse spółki uległy znacznemu pogorszeniu i firma została sprzedana w 1969 roku.